# Berenguer II de Palou
Pour les articles homonymes, voir Berenguer de Palou (homonymie).
Berenguer de Palou (? - 1241) a été évêque du Diocèse de Barcelone de 1212 à 1241. Il a débuté en tant que chanoine de la cathédrale Sainte-Eulalie de Barcelone pendant que son oncle, appelé aussi Berenguer de Palou, était évêque de la ville. Berenguer est devenu un des collaborateurs du roi Jacques Ier d'Aragon. 

## Biographie
Berenguer de Palou est chanoine de la cathédrale de Sainte-Eulalie de Barcelone pendant que son oncle, appelé aussi Berenguer de Palou, est évêque de la ville.  
Consacré évêque en 1212, il part peu de temps après avec le roi Pierre II d'Aragon en croisade contre les musulmans Almohades et participe à la célèbre bataille de Las Navas de Tolosa, dans l'actuelle Andalousie, qui a lieu le 16 juillet 1212. Durant la croisade des Albigeois, Berenguer tente de trouver une solution de compromis en cherchant à marier Pierre II avec la fille du roi de France Philippe II. Mais cette solution échoue du fait du refus du pape Innocent III d'annuler le précédent mariage de Pierre II, ainsi qu'il l'avait d'ailleurs déjà fait aussi pour Philippe II. Berenguer prend alors la tête d'une ambassade pour aller négocier directement avec le roi de France, mais les négociations échouent également. Il ne reste alors que la solution militaire, qui s'achève par un désastre lors de la bataille de Muret, avec la mort de Pierre II. Le fils du roi, Jacques, est quant à lui pris en otage par Simon de Montfort, puis, sous la pression du pape, confié à la garde de Pierre Nolasque et envoyé en Catalogne.
Durant le chaos qui suit la mort du roi d'Aragon, Berenguer contribue à assurer la bonne marche des affaires du royaume.  Le jeune héritier est déclaré majeur en 1218, alors qu'il n'a que dix ans, et devient roi sous le nom de Jacques Ier d'Aragon. Logiquement, Berenguer demeure un de ses plus proches conseillers et devient même cette même année le premier Chancelier royal de la couronne d'Aragon. Il conserve cette charge jusqu'à sa mort. Cette même année, il autorise la création de l'Ordre de Notre-Dame-de-la-Merci, initiée par Pierre Nolasque, qu'il connaît bien, et favorise l'année suivante l'installation des dominicains dans le couvent de Sainte-Catherine au sein du quartier de la Bòria à Barcelone.
En 1219 il prend part au siège de Damiette en Égypte, durant la cinquième croisade, amenant cinquante cavaliers et des fantassins.
En ce qui concerne l'aspect religieux, il fait des fondations importantes pour les plus démunis, cédant son château d'Aviñón del Penedés et d'autres biens de sa propriété. Il favorise la fondation de l'Ordre de Notre-Dame-de-la-Merci en 1218. En 1219 il favorise l'établissement à Barcelone des Dominicains et des Franciscains. 
En 1225 il prend part, avec Jacques Ier, au siège infructueux du château de Peñíscola. En 1229, il participe activement à la conquête de Majorque en amenant sa propre armée de 99 chevaliers et plus de mille fantassins. En récompense, il reçoit dans les terrains conquis une superficie de 875 caballerías (es) et huit moulins, dans ce qui est aujourd'hui connu comme la commune de Calvià. Ces terres seront à l'origine de la baronnie des évêques de Barcelone, qui perdurera jusqu'en 1834. Au cours des opérations contre les musulmans qui résistaient dans l'île, il est blessé et amputé d'un pied.
En 1232, il contribue à la fondation du couvent Sainte Claire de Barcelone, destiné à accueillir les clarisses.
En 1233 il est élu archevêque du chapitre de Tarragone mais le pape Grégoire IX, qui n'approuve pas l'élection, la révoque.
En 1237 il contribue à la fondation du couvent de Santa Clara de Barcelone (bien que les Ordres mendiants ne construisent pas de monastère mais des couvents, celui de Pedralbes peut être considéré comme un monastère).
En 1238 il participe à la conquête du royaume de Valence. En récompense il reçoit plusieurs maisons et la seigneurie d'Algimia d'Almonesir.
Berenguer de Palou meurt en 1241 et est enterré dans la cathédrale de Barcelone, au sein de la chapelle de San Miguel, qu'il avait fait construire.

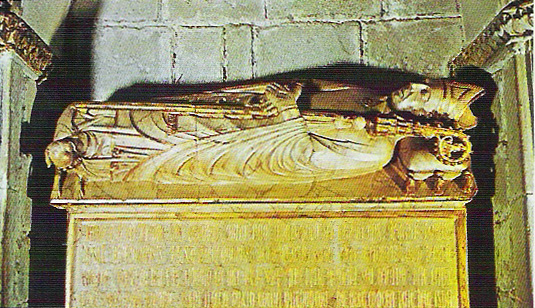
Tombe de Berenguer II de Palou dans la cathédrale de Barcelone